# سعود بوعبيد
سعود بوعبيد (26 مايو 1993 -)، ممثل و مخرج كويتي.

## حياته ومشواره المهني
اكتشفه الدكتور مبارك المزعل أحد الأساتذة في هيئة التدريس، وهو الذي حضه على الالتحاق والتسجيل في المعهد، حيث صقل موهبته من خلال الدراسة والتدريب.
تخرج من المعهد العالي للفنون المسرحية وتوظف في وزارة الإعلام، بدأ مشواره الفني في المسرح مع فرقة الخليج العربي عام 2014 بمسرحية «شارع أوتوقراطيا» و في المسرح التجاري مع المخرج علي العلي والفنان يعقوب عبد الله، قدم بعدها أعمالا في المسرح أبرزها الأميرة فروز، ومصنع الكاكاو 2، انطلاقته التلفزيونية كانت عام 2017 في مسلسل ذكريات لا تموت مع المخرج منير الزعبي

## أعماله

### في التلفزيون
- 2017: ذكريات لا تموت.
- 2017: كان في كل زمان.
- 2018: خذيت من عمري وعطيت.
- 2018: عبرة شارع.
- 2019: غرس الود
- 2019:موضي قطعة من ذهب
- 2019:25 دقيقة
- 2019:سبع أبواب
- 2020:مانيكان
- 2021:نبض مؤقت

### في المسرح
- 2019:شبح الأوبرا
- 2019:عودة الوطواط
- 2018:مموانا
- 2018:أحلام الشوارع
- 2017:وندي
- 2017:كلمة السر
- 2017:نهاية دار المسنين
- 2017:فيلم هندي
- 2017:بنشر
- 2016:الذكرى السابعة
- 2016:مصنع الكاكاو 2
- 2016:سر الجزيرة
- 2015:مملكة الطيور
- 2015:شجرة العجائب
- 2015:بلا غطاء
- 2015:الأميرة فروز
- 2014:فالكن مان
- 2014:حاويات بلا وطن
- 2014:شارع أوتوقراطيا
- 2013:بروبا جاندا
- 2013:شيء ما شفتوه[3]
- 2013:أنت لست جارا

### في السينما
- 2020:المصبغة
- 2019:المتابعون
- 2018:ملامح
- 2017:حجر على الطريق

## الجوائز والتكريمات
- 2014 :جائزة أفضل ممثل دور ثان في مهرجان الشباب من خلال مسرحية «شارع أوتوقراطيا»  الكويت [4]
- 2015:جائزة أفضل ممثل واعد عن مسرحية بلا غطاء في مهرجان الكويت المسرحي بدورته 16  الكويت[5]

## روابط خارجية
- سعود بوعبيد على موقع قاعدة بيانات الأفلام العربية